# Alberto Ángel Fernández
Alberto Ángel Fernández ([alˈβeɾto feɾˈnandes] ; * 2. April 1959 in Buenos Aires) ist ein argentinischer Jurist und Politiker der Peronistischen Partei. Er war vom 10. Dezember 2019 bis zum 10. Dezember 2023 der Präsident des Landes.

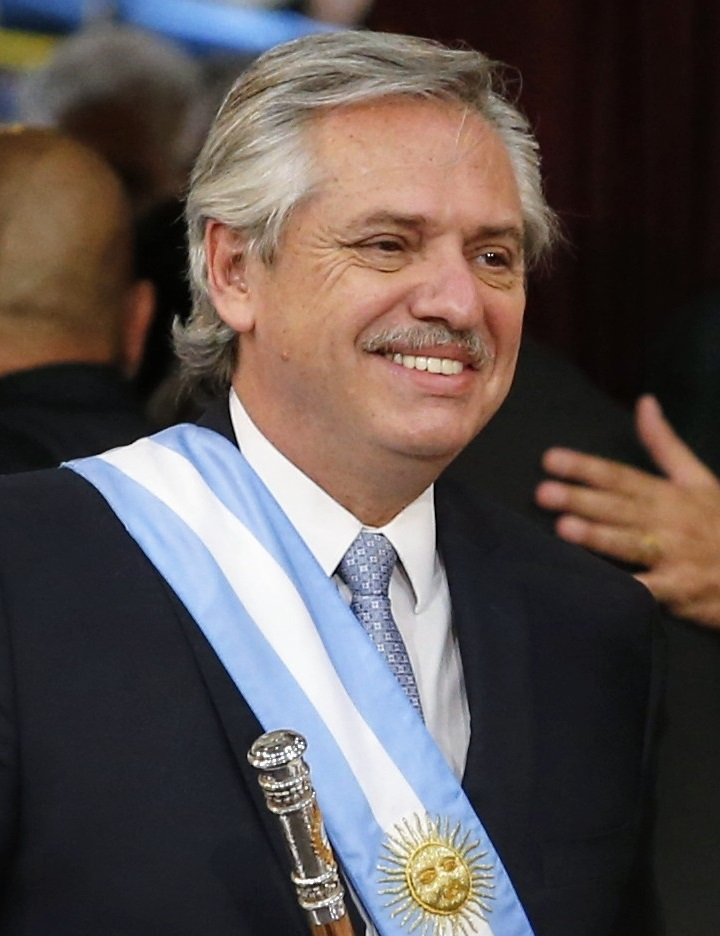
Alberto Fernández (2019)

Fernández war von 2003 bis 2008 unter den Präsidenten Néstor Kirchner und Cristina Fernández de Kirchner Kabinettsleiter. Als Kandidat des größtenteils peronistischen Wahlbündnisses Frente de Todos siegte er bei den Präsidentschaftswahlen 2019.

## Außerpolitisches Berufsleben
Fernández ist Jurist und Dozent (profesor adjunto) an der juristischen Fakultät der Universidad de Buenos Aires.

## Politische Laufbahn

### Anfänge und erste Ämter
Alberto Fernández war zunächst Mitglied der Justizialistischen Partei. Er schloss sich 1995 einer innerparteilichen Opposition um den späteren Präsidenten Eduardo Duhalde gegen den damaligen Präsidenten Carlos Menem an. Er unterstützte auch Duhaldes erfolglose Präsidentschaftskandidatur 1999.
2000 trat er als Provinz-Abgeordneter von Buenos Aires für die Partei Acción por la República des ehemaligen Wirtschaftsministers Domingo Cavallo sein erstes politisches Amt an.

### Zeit als Kabinettsleiter und Oppositionsjahre
2003 berief ihn der Präsident Néstor Kirchner (Justizialistische Partei) zum Kabinettsleiter. Diesen Posten übte er ab 2007 auch unter dessen Nachfolgerin und Ehefrau, Cristina Fernández de Kirchner, aus. Nach Auseinandersetzungen mit Präsidentin Kirchner über Steuerfragen des landwirtschaftlichen Sektors trat er am 23. Juli 2008 als Kabinettschef zurück. Anschließend galt sein Verhältnis zu Kirchner als belastet, und er gründete eine eigene Partei namens PARTE.
2013 schloss er sich der peronistischen Strömung Frente Renovador von Sergio Massa an, die als parteiinterne Opposition gegen die politische Strömung um Präsidentin Cristina Fernández de Kirchner galt. 2017 war er Wahlkampfleiter für den Senatorenwahlkampf von Florencio Randazzo, der erfolglos gegen Cristina Fernández kandidierte.

### Präsidentschaftswahlen 2019
Am 18. Mai 2019 erklärte die ehemalige Präsidentin Cristina Fernández de Kirchner, dass sie entgegen den Erwartungen nicht selber als Präsidentschaftskandidatin bei den Wahlen 2019 antreten wolle, sondern als Vizepräsidentschaftskandidatin im Wahlbündnis Frente de Todos unter dem Kandidaten Fernández. Bereits die Vorwahlen gewann das Duo deutlich und ging auch im ersten Wahlgang der Präsidentschaftswahl als Sieger hervor.

### Präsidentschaft
Fernández trat sein Amt als argentinischer Präsident am 10. Dezember 2019 an. Er leitete das Kabinett Fernández. Die bereits bestehende Wirtschaftskrise verbesserte sich auch in seiner Amtszeit nicht. Zur Mitte der Amtszeit lag die Inflation bei rund 50 % und 42 % der Bevölkerung lebten unter der Armutsgrenze. Zudem wurde Fernández’ Sparpolitik und Krisenmanagement während der Covid-19-Pandemie kritisiert. Es kam zu Spannungen innerhalb des Regierungsbündnisses, insbesondere zwischen Fernández und der Vizepräsidentin Cristina Fernández de Kirchner. In der Folge kam es zu einer Niederlage des Frente de Todos bei den Parlamentswahlen im November 2021, wodurch die für die Gesetzgebung wichtige Mehrheit im Senat verloren ging. Auch im weiteren Verlauf der Amtszeit befand sich Argentinien in einer Wirtschaftskrise. 2022 verzeichnete die Wirtschaft eine Inflation von 94,8 %.
Im März 2023 kündigte Fernández’ Regierung den im Jahr 2016 mit dem Vereinigten Königreich geschlossenen Foradori-Duncan-Pakt, der die Förderungen von Gas und Öl sowie Schifffahrt und Fischerei um die Falklandinseln regelte, einseitig auf und erklärte, über die Souveränität der Falklandinseln verhandeln zu wollen.
Am 10. Dezember 2023 endete seine Präsidentschaft mit dem Amtsantritt des neuen Präsidenten Javier Milei.

## Politische Einschätzung
Anlässlich seiner Präsidentschaftskandidatur 2019 wurde Fernández’ politische Ausrichtung mit der von Néstor Kirchner verglichen und folgt damit der kirchneristischen Strömung der PJ. Das Wahlbündnis wird als links bzw. mitte-links beschrieben.
Fernández werden gute Beziehungen zur Zeitung Clarín, eines der meistrezipierten Medien Argentiniens, nachgesagt.
Er wird nach der verlorenen Wahl 2023 als Totengräber des Peronismus bezeichnet.

## Privatleben und Klage
Fernández war von 2016 bis 2023 mit Fabiola Yañez liiert. Beide haben einen gemeinsamen Sohn. Im Jahr 2024 warf Yañez Fernández vor, sie während seiner Präsidentschaft mehrfach geschlagen zu haben. Im Zuge der Vorwürfe nahm die argentinische Staatsanwaltschaft Ermittlungen gegen Fernández auf. Am 17. Februar 2025 ließ ein Gericht die Anklage gegen Fernández wegen häuslicher Gewalt zu. Fernández wird demnach zur Last gelegt, „leichte und schwere Verletzungen verursacht zu haben, die dadurch verschlimmert wurden, dass sie in einem Kontext geschlechtsspezifischer Gewalt begangen wurden“.